# GIRLS BE…
『GIRLS BE…』（ガールズ・ビー）は、玉越博幸による日本の漫画作品。『週刊漫画ゴラク』（日本文芸社）にて2012年12月から2015年4月まで月1連載されていた。ジャンルはラブコメディ・エロマンガ（非18禁）。
単行本1巻の初版帯アオリは「伝説のラブコメ漫画［BOYS BE…］から生まれた まさかの逆転、新発想!! アンバランスな未来はガテン女子だらけ♥♥♥」、
単行本1巻裏表紙のアオリは「世の中は恋愛未経験娘だらけ。『ガテンな私だけど恋したい♥』オムニバスで贈る男女逆転ラブコメ誕生!!（抜粋）」と綴られている。

## 概要
男女比が1:9と女性が圧倒的に多くなった近未来の東京を舞台に、社会人女性の主人公が男性に恋心を抱く様が繰り広げられる。タイトルが示す通り、玉越の出世作である『BOYS BE…』の主人公の性別を逆転させ、ストーリー展開や一話完結オムニバス形式のコンセプトはそれに準じたものとなっている。タイトルロゴも『BOYS BE…』を模倣したものとなっている。話数カウントは『BOYS BE…』と異なり「第○話」（『BOYS BE…』は「Report○」）。
同社コミックヘヴンで並行連載中の「ひなたに凛と咲くひまわり荘」に続いて性描写を前面に押し出しており、男子に恋をした女子がアプローチしてセックス（処女・初体験）で恋愛成就を遂げ大団円するという、玉越の講談社作品では見られなかった意欲的な作風が編み出されている。直近エピソードでは女性同士（レズビアン）によるものもみられるようになった。
作中ではブルーカラー（ガテン系）の職業に大勢の女性が就き、少数となった若い男性は一段と女々しくなり芸能界やホワイトカラーの仕事に偏るようになり、女性は若い異性と会うことすら困難な情勢となっている。女性の性格は二極化しており、ガテン系の女性は体力がつき行動や言動が男まさりである一方、上流階層は男性の遺伝子を求める本能から女性ホルモンが高まることで、女らしさを強調するスーツなどの洋服を着ているという世界観となっている。

### あらすじ
2002年、科学雑誌「ネイチャー」によると女性（XX）男性（XY）とX・Yで性別を決定する人間の染色体において、1つしかない男性のY染色体が劣化傾向にあり、今後、男性の出生率が減少していくと発表された。そして舞台となる20XX年、性の比率は女性9割に対し、男性1割にまで減少していたという。

## 書誌情報
日本文芸社のニチブンコミックスより発売。既に電子書籍化されている。
| 巻数  | 初版日         | ISBN                   | 話数   | エピソード               | 主人公の職業                         | 掲載号                               |
| 第1巻 | 2012年7月29日  | ISBN 978-4-537-13059-1 | 第1話  | 恋愛工場                 | 町工場の工員                         | 週刊漫画ゴラク 2012年12月- 2013年5月 |
| 第1巻 | 2012年7月29日  | ISBN 978-4-537-13059-1 | 第2話  | 甘〜いバレンタイン       | 交通誘導員                           | 週刊漫画ゴラク 2012年12月- 2013年5月 |
| 第1巻 | 2012年7月29日  | ISBN 978-4-537-13059-1 | 第3話  | 幼馴染み一丁             | ラーメン店店員                       | 週刊漫画ゴラク 2012年12月- 2013年5月 |
| 第1巻 | 2012年7月29日  | ISBN 978-4-537-13059-1 | 第4話  | ホシを逮捕せよ           | 刑事                                 | 週刊漫画ゴラク 2012年12月- 2013年5月 |
| 第1巻 | 2012年7月29日  | ISBN 978-4-537-13059-1 | 第5話  | 未来に出発進行           | 私鉄駅員・運転士                     | 週刊漫画ゴラク 2012年12月- 2013年5月 |
| 第1巻 | 2012年7月29日  | ISBN 978-4-537-13059-1 | 第6話  | 半人前の本気             | 大工                                 | 週刊漫画ゴラク 2012年12月- 2013年5月 |
| 第2巻 | 2014年3月29日  | ISBN 978-4-537-13149-9 | 第7話  | 肉食う虫も好き好き       | 家電工場ライン作業員                 | 週刊漫画ゴラク 2013年7月- 2014年2月  |
| 第2巻 | 2014年3月29日  | ISBN 978-4-537-13149-9 | 第8話  | 嘘つきの夢               | 立ち食いそば店店員                   | 週刊漫画ゴラク 2013年7月- 2014年2月  |
| 第2巻 | 2014年3月29日  | ISBN 978-4-537-13149-9 | 第9話  | こんがりサマー           | ライフセーバー                       | 週刊漫画ゴラク 2013年7月- 2014年2月  |
| 第2巻 | 2014年3月29日  | ISBN 978-4-537-13149-9 | 第10話 | 友情より愛情             | 建設作業員                           | 週刊漫画ゴラク 2013年7月- 2014年2月  |
| 第2巻 | 2014年3月29日  | ISBN 978-4-537-13149-9 | 第11話 | モー特訓デリバリー       | ピザ配達員                           | 週刊漫画ゴラク 2013年7月- 2014年2月  |
| 第2巻 | 2014年3月29日  | ISBN 978-4-537-13149-9 | 第12話 | しめ切りは守らナイト💛   | 漫画家                               | 週刊漫画ゴラク 2013年7月- 2014年2月  |
| 第2巻 | 2014年3月29日  | ISBN 978-4-537-13149-9 | 第13話 | 勘違いヒッチハイク       | トラック運転手                       | 週刊漫画ゴラク 2013年7月- 2014年2月  |
| 第3巻 | 2014年11月19日 | ISBN 978-4-537-13223-6 | 第14話 | 人生一発逆転             | 日雇い労働者                         | 週刊漫画ゴラク 2014年3月- 2014年9月  |
| 第3巻 | 2014年11月19日 | ISBN 978-4-537-13223-6 | 第15話 | 恋のタイムセールス       | 大学生・スーパーマーケットアルバイト | 週刊漫画ゴラク 2014年3月- 2014年9月  |
| 第3巻 | 2014年11月19日 | ISBN 978-4-537-13223-6 | 第16話 | マグロ一本釣り           | 漁師                                 | 週刊漫画ゴラク 2014年3月- 2014年9月  |
| 第3巻 | 2014年11月19日 | ISBN 978-4-537-13223-6 | 第17話 | アダルトな天使           | レンタルビデオ店店員                 | 週刊漫画ゴラク 2014年3月- 2014年9月  |
| 第3巻 | 2014年11月19日 | ISBN 978-4-537-13223-6 | 第18話 | 極楽へGO💛               | 銭湯の番台                           | 週刊漫画ゴラク 2014年3月- 2014年9月  |
| 第3巻 | 2014年11月19日 | ISBN 978-4-537-13223-6 | 第19話 | ムラムラ💛ボディチェック | 保安員                               | 週刊漫画ゴラク 2014年3月- 2014年9月  |
| 第3巻 | 2014年11月19日 | ISBN 978-4-537-13223-6 | 第20話 | ビンカン💛お祭りビート   | たこ焼き店店員                       | 週刊漫画ゴラク 2014年3月- 2014年9月  |
| 第4巻 | 2015年6月19日  | ISBN 978-4-537-13304-2 | 第21話 | 妄想宅配便               | 宅配便配達員                         | 週刊漫画ゴラク 2014年10月- 2015年5月 |
| 第4巻 | 2015年6月19日  | ISBN 978-4-537-13304-2 | 第22話 | 狙われたシンボル         | SP                                   | 週刊漫画ゴラク 2014年10月- 2015年5月 |
| 第4巻 | 2015年6月19日  | ISBN 978-4-537-13304-2 | 第23話 | サンタさんにお願い       | 風俗店の看板持ち                     | 週刊漫画ゴラク 2014年10月- 2015年5月 |
| 第4巻 | 2015年6月19日  | ISBN 978-4-537-13304-2 | 第24話 | 白衣の天使は危機一髪     | 現場監督                             | 週刊漫画ゴラク 2014年10月- 2015年5月 |
| 第4巻 | 2015年6月19日  | ISBN 978-4-537-13304-2 | 第25話 | 監獄で召し上がれ         | 刑務官                               | 週刊漫画ゴラク 2014年10月- 2015年5月 |
| 第4巻 | 2015年6月19日  | ISBN 978-4-537-13304-2 | 第26話 | こすって磨いて刺激的💛   | 清掃員                               | 週刊漫画ゴラク 2014年10月- 2015年5月 |
| 第4巻 | 2015年6月19日  | ISBN 978-4-537-13304-2 | 最終話 | 男女比アンバランス!?     | 町工場の工員                         | 週刊漫画ゴラク 2014年10月- 2015年5月 |

## 関連作品
- BOYS BE…